# Qarshi
Qarshi (uzbeko: Qarshi, ruso: Карши, persa: نخشب) es una ciudad en el sur de Uzbekistán. Es la capital de la provincia de Kashkadar. Se encuentra a una altitud de 386 m , a 520 km al suroeste de Taskent, y alrededor de 335 km al norte de la frontera de Uzbekistán con Afganistán. 

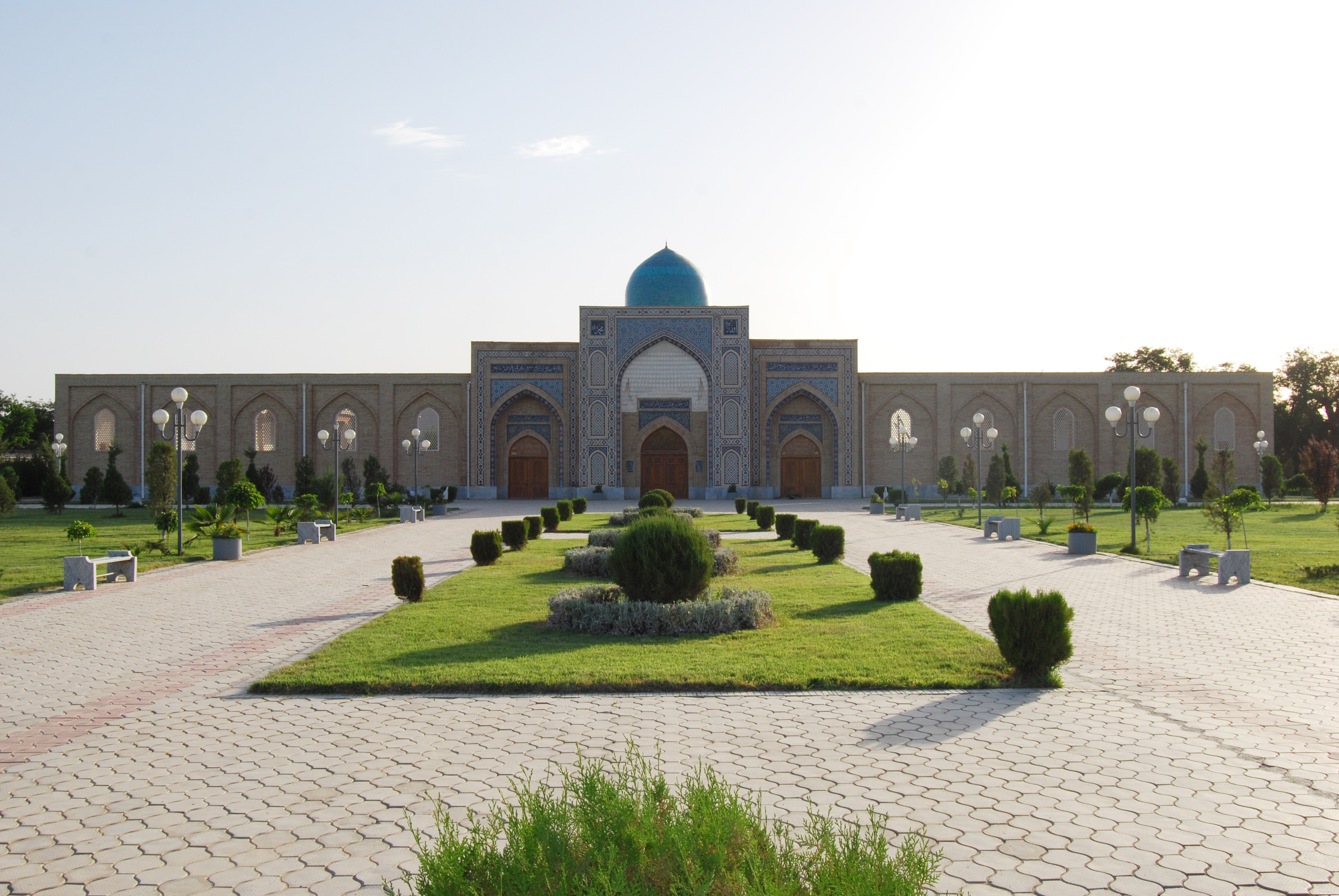
Mezquita de Kok Gumbaz en Qarshi.

Es en el centro de un fértil oasis que produce trigo, algodón, y seda. El nombre moderno "Qarshi" significa fortaleza.
Casi la totalidad de las tierras de regadío alrededor de Karshi están sembradas con algodón. La ciudad es importante en la producción de gas natural.

## Demografía
Según estimación 2010 contaba con 226 130 habitantes.